# Oblast' autonoma di Cabardino-Balcaria
L'oblast' autonoma di Cabardino-Balcaria era un'oblast' autonoma all'interno della regione di Cabardino-Balcaria dell'Unione Sovietica.

## Storia
L'oblast' fu costituita nel 1921 come Oblast' autonoma di Cabardinia prima di diventare l'Oblast autonoma di Cabardino-Balcaria il 16 gennaio 1922. Dal 16 ottobre 1924 fece parte del Kraj del Caucaso Settentrionale. Il 5 dicembre 1936 fu separata dal Kraj del Caucaso Settentrionale, elevata di status e denominata Repubblica Socialista Sovietica Autonoma di Cabardino-Balcaria.